# Жекі-Великі
Жекі-Великі (пол. Rzeki Wielkie) — село в Польщі, у гміні Кломниці Ченстоховського повіту Сілезького воєводства.
Населення — 380 осіб (2011).
У 1975-1998 роках село належало до Ченстоховського воєводства.

## Демографія
Демографічна структура станом на 31 березня 2011 року:
|          | Загалом | Допрацездатний вік | Працездатний вік | Постпрацездатний вік |
| -------- | ------- | ------------------ | ---------------- | -------------------- |
| Чоловіки | 185     | 31                 | 125              | 29                   |
| Жінки    | 195     | 27                 | 115              | 53                   |
| Разом    | 380     | 58                 | 240              | 82                   |